# مگس‌گیر ابلق
مگس‌گیر ابلق (نام علمی: Arses kaupi) نام یک گونه از تیره مگس‌گیر شهریار است. این گونه بوم‌زاد کوئینزلند می‌باشد. این گونه برای نخستین بار در جهان در سال ۱۸۵۱ میلادی توسط جان گولد کشف و نامگذاری شده است. اولین تولید مثل این پرنده در ۳ دسامبر سال ۱۸۹۴ میلادی گزارش گردیده است. مگس‌گیر ابلق حدود ۱۵ تا ۱۶ سانتی‌متر طول و ۱۲٫۵ تا ۱۵ گرم وزن دارد. قسمت‌های بالاتنه این پرنده و سرش در نرها سیاه، دم، و بال‌هایش قهوه‌ای تا سیاه با سایه‌ای فسفری رنگ است. این گونه در اتحادیه بین‌المللی حفاظت از طبیعت یک گونه با وضعبت کمترین نگرانی طبقه‌بندی شده است. مگس‌گیر ابلق از انواع قاب‌بالان و پروانه‌سانان تغذیه می‌کند.